# Ascalenia echidnias
Ascalenia echidnias is een vlinder uit de familie prachtmotten (Cosmopterigidae). De wetenschappelijke naam is voor het eerst geldig gepubliceerd in 1891 door Meyrick.
De soort komt voor in Europa.